# David Ajala
David Ajala (Londra, 21 maggio 1986) è un attore britannico, conosciuto principalmente per i ruoli di Manchester Black in Supergirl (2018–2019), del capitano Roy Eris in Nightflyers (2018) e Cleveland "Book" Booker in Star Trek: Discovery (2020–2024).

## Biografia
David Ajala è nato a Hackney, distretto di Londra, Inghilterra, Regno Unito. È di origine nigeriana, appartenente al popolo degli Yoruba. Si è formato all'Anna Scher Theatre. In un'intervista a Interview, ha affermato: "Quando andavo alla scuola media, il mio insegnante di matematica mi disse che avevo troppa energia ed ero birichino. Tentò di convincermi che se avessi recitato, sarei stato popolare tra le ragazze".
A teatro Ajala ha interpretato un adattamento di Nation; Sogno di una notte di mezza estate con la Royal Shakespeare Company; l'Amleto, e la parte di Jim Brown nella première europea di One Night in Miami di Kemp Powers.
Al cinema, il suo primo ruolo è stato nel film Kidulthood, comparendo in seguito anche nei sequel Adulthood e Brotherhood. È apparso inoltre ne Il cavaliere oscuro e, come protagonista, in Il ribelle - Starred Up e Seekers.
In televisione è apparso in numerose serie, compreso nell'episodio La bestia di sotto della nuova serie televisiva Doctor Who, nel 2010, accando all'Undicesimo Dottore interpretato da Matt Smith, e, da protagonista, in Black Box, Beowulf: Return to the Shieldlands, Nightflyers e Falling Water. Ha inoltre prestato la voce e il volto al personaggio di Sean 'Mac' McAlister, nel videogioco Need for Speed: Payback.
Nel 2011 Ajala ha interpretato il ruolo di Keith nel radiodramma di BBC Radio 4 Burned To Nothing e di Felix in The Price of Oil: Someone's Making A Killing In Nigeria, entrambe scritte da Rex Obano. Nel 2016 partecipa al film Kill Command, con Vanessa Kirby. Nel 2018 Ajala entra a far parte del cast di Supergirl, interpretando Manchester Black.
Nel 2020 entra a far parte del cast della terza stagione di Star Trek: Discovery, sesta serie televisiva live-action del franchise di fantascienza Star Trek, interpretando il ruolo di Cleveland "Book" Booker, un corriere Kwejian empatico, divenuto compagno della protagonista Michael Burnham, interpretata da Sonequa Martin-Green. Vi rimarrà per le successive stagioni, fino alla conclusione della serie, con vari compiti affidatigli dalla Federazione dei Pianeti Uniti, ma in eterno conflitto tra le regole della Federazione stessa e la propria coscienza, che si rifletteranno sulla tormentata storia con Burnham, nel frattempo divenuta il capitano della USS Discovery.

## Filmografia

### Attore

#### Cinema
- Kidulthood, regia di Menhaj Huda (2006)
- Adulthood, regia di Noel Clarke (2008)
- Il cavaliere oscuro (The Dark Knight), regia di Christopher Nolan (2008)
- National Theatre Live: Nation, regia di Melly Still (2010)
- Following Footsteps, regia di Richard Perry (2010)
- Winter Sun, regia di Paul Jibson - cortometraggio (2010)
- One Day, regia di Lone Scherfig (2011)
- Payback Season, regia di Danny Donnelly (2012)
- Illegal Activity, regia di Sebastian Thiel - cortometraggio (2012)
- Offender, regia di Ron Scalpello (2012)
- To the End of the Road, regia di Tawinda Chimuzinga (2012)
- Sentenced Served, regia di Doug Rollins - cortometraggio (2012)
- Fast & Furious 6 (Furious 6), regia di Justin Lin (2013)
- Il ribelle - Starred Up (Starred Up), regia di David Mackenzie (2013)
- Breakthrough, regia di Damien Goodwin - cortometraggio (2013)
- Queen of Diamonds, regia di Richard Perry - cortometraggio (2014)
- Emulsion, regia di Suki Singh (2014)
- Jupiter - Il destino dell'universo (Jupiter Ascending), regia di Lana e Lilly Wachowski (2015)
- He Works the Long Nights, regia di Luke Carlisle - cortometraggio (2015)
- Spirit, regia di Parv Bancil - cortometraggio (2015)
- Seekers, regia di Nicole Volavka - cortometraggio (2016)
- Kill Command, regia di Steven Gomez (2016)
- Brotherhood, regia di Noel Clarke (2016)
- The Art of Love, regia di Natasha Cosila Luchmun - cortometraggio (2017)
- Support, regia di Christiana Ebohon-Green - cortometraggio (2017)
- Without Disguise, regia di Mote Sinabel - cortometraggio (2017)
- Italian Studies, regia di Adam Leon (2021)
- Daylight Rules, regia di Alex Browning - cortometraggio (2023)

#### Televisione
- Dream Team - serie TV, 18 episodi (2007)
- The Revenge Files of Alistair Fury - serie TV, episodio 1x05 (2008)
- Metropolitan Police (The Bill) - serie TV, episodio 24x22 (2008)
- Trexx and Flipside - serie TV, 6 episodi (2008)
- Hamlet, regia di Gregory Doran - film TV (2009)
- Doctor Who - serie TV, episodio 5x02 (2010)
- Testimoni silenziosi (Silent Witness) - serie TV, episodi 14x05-14x06 (2011)
- Coming Up - serie TV, episodio 9x03 (2011)
- Misfits - serie TV, episodio 3x06 (2011)
- Monroe - serie TV, episodio 2x04 (2012)
- Delitti in Paradiso (Death in Paradise) - serie TV, episodio 2x01 (2013)
- Black Mirror - serie TV, episodio 2x03 (2013)
- Law & Order: UK - serie TV, episodi 7x01-7x02 (2013)
- Black Box - serie TV, 13 episodi (2014)
- Beowulf: Return to the Shieldlands - serie TV, 6 episodi (2016)
- Le avventure di Hooten & The Lady (Hooten & the Lady), regia di Justin Molotnikov, Daniel O'Hara, Colin Teague, Andy Hay e Julian Holmes - miniserie TV, puntata 5 (2016)
- The Break - serie TV, episodio 1x05 (2016)
- Falling Water - serie TV, 20 episodi (2016-2018)
- Nightflyers - serie TV, 10 episodi (2018)
- Supergirl - serie TV, 7 episodi (2018-2019)
- Urban Myths - serie TV, episodio 3x04 (2019)
- Star Trek: Discovery - serie TV, 33 episodi (2020-2024) - Cleveland Booker
- The Jetty - serie TV, 4 episodi (2024)

### Doppiatore

#### Televisione
- Star Trek Logs - serie TV, 4 episodi (2020-2022) - Cleeveland Booker

#### Videogiochi
- Mass Effect: Andromeda, regia di Mac Walters e Sam McGlynn (2017)
- Need for Speed: Payback, regia di William Ho (2017)

### Produttore
- Without Disguise, regia di Mote Sinabel - cortometraggio (2017)

## Riconoscimenti
- BEFFTA Awards
  - 2012 - Candidatura al miglior attore per To the End of the Road (condiviso con James Jaysen Bryhan, Wil Johnson, Anthony Monjaro e Wale Ojo)